# 콘스탄티노플의 달마티우스
성 달마티우스, 달마투스 또는 달마토스 ( 그리스어ː Δαλμάτος; 사망 AD 440)는 콘스탄티노플에 있는 달마시안 수도원의 대주교이다. 그는 또한 '수도원의 수석수도사'(Archimandrite of the Monasteries)라는 칭호를 가지고 있어 콘스탄티노플의 수석 수도사이기도 했다.
달마티우스는 테오도시우스 대제의 두 번째 근위대에서 복무했는데, 결혼하여 가족을 이루었다. 수도원 생활에 대한 소명을 경험한 그는 달마티아의 이삭으로부터 가르침을 받았다.
도시에 있는 대부분의 수사들과 마찬가지로 그는 네스토리우스파 이단의 반대자로 네스토리우스의 몰락에 중요한 역할을 했다. 알렉산드리아의 키릴의 지시에 따라 달마티우스는 수사 군대를 이끌고 테오도시우스 2세의 궁전으로 가서 그에게 욕설을 퍼부었는데, 이는 황제가 네스토리우스파의 편을 들었고 에베소스 제1차 공의회를 무효로 했기 때문이다. 달마티우스가 수도원을 48년 만에 떠난 것은 이번이 처음이었기 때문에 황제는 성자가 수도원 외부로 나온 것을 보고 놀라, 키릴루스 사건을 검토해 달라는 그의 요청을 받아들였고, 결국 키릴루스는 무혐의로 되었다.
성 달마티우스의 축일은 8월 3일이다.